# Joe Ruelle
Joe Ruelle là một tác giả viết sách và là một blogger người Việt gốc Canada.

## Tiểu sử
Sinh năm 1978 tại Terrace, British Columbia và lớn lên tại Vancouver, Ruelle chuyển đến Hà Nội vào năm 2002, nơi anh học tiếng Việt tại Đại học Quốc gia Việt Nam. Năm 2006, anh bắt đầu viết blog bằng tiếng Việt, thu hút sự chú ý của truyền thông đại chúng và đánh dấu sự khởi đầu sự nghiệp trong ngành giải trí và nghệ thuật Việt Nam. Ngoài tên thật của mình, Ruelle còn sử dụng tên tiếng Việt của tên là Dâu Tây dịch từ chữ Strawberry trong tiếng Anh theo cách chơi chữ bằng lời nói và dịch nghĩa đen là 'Joe (Dâu) tới từ phương Tây', và người Ca-na-điên (Canadiens trong tiếng Anh) anh giải thích vui theo tiếng Việt tức là người Cana (Canada) và từ "điên".

## Những cuốn sách đã thực hiện và xuất bản
Ruelle đã phát hành và xuất bản những cuốn tự truyện của mình bao gồm Tên tôi là Joe (tiếng Anh: The Name's Joe), phát hành hồi tháng 7 năm 2007. Cuốn sách đã thu hút được nhiều độc giả và gặt hái được nhiều thành công, lọt vào danh sách bán chạy nhất của Việt Nam ở vị trí số một. Tiếp đó anh cho ra mắt cuốn sách thứ hai với tựa đề Ngược chiều vun vút (tiếng Anh: Zigzagging Against Traffic), được phát hành vào tháng 1 năm 2012 và đã đạt được thành công tương tự. Cả hai cuốn sách đều đã được xuất bản và phát hành trước đó hoàn toàn với chất liệu mới.
Ruelle đã từng là một chuyên mục cho một số ấn phẩm trực tuyến và in ấn của Việt Nam, bao gồm Tạp chí Đẹp và cho báo điện tử Dân Trí.

## Sự nghiệp truyền hình và diễn xuất
Từ năm 2007 đến 2008, Ruelle là người dẫn chương trình 'Kết nối trẻ', một chương trình tranh luận về giới trẻ phát sóng trên VTV6. Anh cũng từng đóng các vai phụ trong các bộ phim truyền hình và hài kịch như Chàng trai đa cảm (2007), Âm tính (2009), Tìm nơi đón Tết (2012), cũng như đã xuất hiện trên một số talkshow. Anh cũng đồng thời từng diễn kịch cho đoàn kịch Nhà hát Tuổi trẻ thành phố Hà Nội.